# Jiří Kalous
Jiří Kalous (* 6. Dezember 1964 in Chomutov) ist ein tschechischer ehemaliger Eishockeyspieler und gegenwärtiger Eishockeytrainer. Seit 2024 ist er Sportdirektor beim HC Energie Karlovy Vary.

## Karriere
1970, begann er in seiner Heimatstadt Chomutov mit dem Eishockeyspielen. Zwischen 1970 und 1979 bereitete er sich erst in der Schülerliga, anschließend in der Juniorenliga auf den späteren Werdegang vor.  Während seiner Zeit auf dem Gymnasium in Chomutov spielte er als Stürmer für  VTŽ Chomutov in der 1. Liga der Tschechoslowakei. 1984 bis 1986 leistete er seinen Wehrdienst und spielte dabei für den Zweitligisten VTJ Sušice.

### Hochschulstudium und Engagement in Österreich
Nach Beendigung seines Wehrdienstes begann er mit dem Studium der Trainingsmethodik mit der Spezialisierung auf Eishockey an der Fakultät für Sportpädagogik und Sportwissenschaft der Karls-Universität Prag. 1993 schloss er dieses erfolgreich mit dem Staatsexamen ab.
Während des Studiums spielte er drei Jahre lang (1986–1989) für den Eishockeyklub I. ČLTK Prag, bevor er in der Saison 1991/92 als Spieler nach Österreich zum Erstligisten EC Ehrwald wechselte. Eine Saison später wurde er Trainer des Clubs und führte ihn (1993) zum Titelgewinn in der Österreichischen Nationalliga. Zu diesem Zeitpunkt war er 26 Jahre alt.

### Rückkehr nach Tschechien
1994 kehrte Kalous aus Österreich nach Tschechien zurück trainierte eine Saison den H+S Beroun HC. 1995 wechselte er zum HC Slavia Prag, wo er die folgenden 14 Jahre tätig war. Er begann als Trainer bei dem Junioren, mit denen er gleich im ersten Jahr (1995/996) den Titel in der Juniorenliga gewann. Er begleitete den HC Slavia Prag eine Saison als Co-Trainer, um ein Jahr später (1997/1998) die Junioren des HC Slavia Prag erneut zum Titel zu führen.
1998 bis 2003 war er Trainer der Tschechischen Nationalmannschaft der Junioren (Jahrgang 1983) und trainierte die U20-Auswahl des HC Slavia Prag. Mit der Nationalmannschaft der Junioren belegte er 2001 bei der U18-Weltmeisterschaft in Finnland den 4. Platz.
2002 war Kalous in der Extraligamannschaft von Slavia Prag an der Seite von Vladimír Růžička und Ondřej Weissmann vor allem für die Planung und Vorbereitung der Trainingsabläufe, die individuelle Vorbereitung der Spieler und das Konditionstraining verantwortlich. In der Saison 2002/03 feierten sie mit der Mannschaft den ersten Extraligatitel in der jüngeren Geschichte des Klubs. 2003/2004 und 2005/2006 führten sie das Team zum 2. Platz der Extraliga. Nach der Saison 2006/2007 verließ Ondřej Weissmann das Dreiergespann. Kalous und Růžička führten das Team in der folgenden Saison (2007/2008) erneut zum Titelgewinn in der Extraliga. Eine Saison später (2008/2009) belegte das Team dem zweiten Tabellenplatz.
Nach seinem Engagement beim HC Slavia Prag wechselte Kalous zur Saison 2009/10 als Cheftrainer zum Extraligaverein Bílí Tygři Liberec. Er betreute die Mannschaft drei Jahre bis zum Ende der Saison 2011/12 und erreichte mit ihr jeweils die Play-offs, zweimal davon das Halbfinale.
Zur Saison 2012/13 wechselte er zum neu gegründeten Prager KHL-Team HC Lev Prag und wurde Co-Trainer von Josef Jandač.
Nach einem erfolgreichen Saisonstart kam es zu einer Serie von Misserfolgen, die zur Abberufung von Cheftrainer Josef Jandač führte. Kalous blieb beim Team und wurde zwischenzeitlich Cheftrainer des Teams, bevor Václav Sýkora das Team übernahm. Anfang 2013 beendete Kalous sein Engagement beim HC Lev Prag.
Ab der Saison 2013/14 war er Cheftrainer von HC Oceláři Třinec, ehe er im November 2015 abberufen wurde. Zur Saison 2016/17 wurde er Cheftrainer beim HC Sparta Prag. Parallel dazu war er ab 2015 Assistenztrainer bei der tschechischen Nationalmannschaft. Im Oktober 2017 wurde er vom HC Sparta Prag entlassen, betreute aber bis 2018 weiterhin das Nationalteam.
Zwischen 2018 und 2020 arbeitete Kalous als Co_Trainer beim HK Metallurg Magnitogorsk aus der KHL, anschließend war er ohne Anstellung. In der Saison 2021/22 war er Cheftrainer des HC Kometa Brno und Assistenztrainer beim tschechischen U20-Nationalteam. Im Januar 2023 übernahm er das Traineramt beim BK Mladá Boleslav, aus dem er im November 2023 entlassen wurde. Zur Saison 2024/25 wurde er Sportdirektor beim HC Energie Karlovy Vary.

## Erfolge
- 1993 Meister der  Österreichischen Nationalliga mit dem EC Ehrwald (als Trainer)
- 1996 Meister der Junioren-Extraliga mit dem HC Slavia Prag (als Trainer)
- 1998 Meister der Junioren-Extraliga mit dem HC Slavia Prag  (als Trainer)
- 2003 Tschechischer Meister mit dem HC Slavia Prag (als Assistenztrainer)
- 2004 Tschechischer Vizemeister mit dem HC Slavia Prag (als Assistenztrainer)
- 2006 Tschechischer Vizemeister mit dem HC Slavia Prag (als Assistenztrainer)
- 2008 Tschechischer Meister mit dem HC Slavia Prag (als Assistenztrainer)
- 2009 Tschechischer Vizemeister mit dem HC Slavia Prag (als Assistenztrainer)
- 2015 Tschechischer Vizemeister mit dem HC Oceláři Třinec (als Cheftrainer)